# Trichoncus gibbulus
Trichoncus gibbulus là một loài nhện trong họ Linyphiidae.
Loài này thuộc chi Trichoncus. Trichoncus gibbulus được J. Denis miêu tả năm 1944.